# Aleksandr Żurawlow
Aleksandr Aleksandrowicz Żurawlow Александр Александрович Журавлёв (ur. w 1943 na Podlasiu, zm. 28 grudnia 2009 w Petersburgu) – rosyjski bursztynnik i konserwator zabytków z bursztynu, kolekcjoner.
Matka Żurawlowa była Polką. Absolwent Akademii Rzeźby im. Muchiny w Leningradzie i Leningradzkiego Instytutu Technologicznego. W 1981 r. został mianowany dyrektorem zespołu, który przeprowadził rekonstrukcję bursztynowej komnaty, był też kierownikiem artystycznym tego zespołu, a obie funkcje pełnił do 1997 r. Restaurował też zabytki bursztynowe dla skarbca-muzeum w moskiewskim Kremlu oraz dla Ermitażu. Zmarł w następstwie obrażeń odniesionych w trakcie bandyckiego napadu na niego.
Dzieła:
- pastorał i berło dla Patriarchy moskiewskiego i całej Rusi[1]